# 河野鷹思

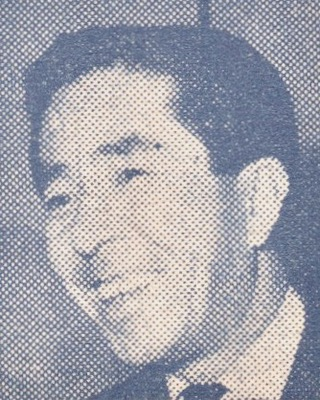
1956年

河野 鷹思（こうの たかし、本名・河野孝、1906年3月21日 - 1999年3月23日）は、日本のグラフィックデザイナー、エディトリアルデザイナー。愛知県立芸術大学名誉教授。日本における商業デザインの草分けの1人。 

## 生涯
東京都神田出身。1929年に東京美術学校（現・東京芸術大学）図案科卒業。同年松竹の宣伝部に入り、その後、ポスター、舞台美術、衣裳（コスチューム）、パッケージ、ディスプレイ、（屋外の）サインなど、幅広いデザインをこなした。
名取洋之助の日本工房にも参加し、雑誌NIPPONのレイアウト、グラフィックデザイン等も担当した。
1940年から1941年にかけては、日本写真工芸社に参加し、『VAN』と『NDI』という対外宣伝誌のデザインを担当した。
戦後は、日宣美（日本宣伝美術会）にも参加。デザイン界の重鎮として活躍を続けた。
また、妻静子とともにデザイン事務所「デスカ・DESKA (DESigners Kono Associates)］を1959年に会社組織として創設。仲條正義、福田繁雄、江嶋任、森下俊彦、日下弘らが参加した。
札幌オリンピックポスター、万国郵便連合100年記念切手、大阪万博日本政府館の展示デザインなどを手がけたほか、企業のロゴマークの制作も行う。例えば、旧第一勧業銀行のハート（赤地に白のハート）のロゴマークは、河野の作品である。
1983年11月には、ロイヤルソサエティ・アーツから、ロイヤルデザイナー・フォア・インダストリーに日本人として初めて選出された。
教職では、女子美術大学教授（1962年）を経て、愛知県立芸術大学で教鞭を執る。1966年講師、1968年教授、1973年客員教授、1983年12月から89年まで学長を務めた。1989年愛知県立芸術大学名誉教授。
1999年死去、享年93。

## 主要文献
- 青春図會―河野鷹思初期作品集（川畑直道編、トランスアート、2000年）（紹介）
- 名取洋之助と日本工房［1931-45］（白山眞理・堀宜雄・編、岩波書店、2006年）
- 復刻版NIPPON（全3期）（金子隆一監修、国書刊行会、2002年-2005年）

## 主要展覧会
- 河野鷹思のグラフィック・デザイン　都会とユーモア（東京国立近代美術館・2階ギャラリー4、2005年1月12日から2月27日まで）（紹介）